# Nhà Shō II
Nhà Shō Đệ nhị (第二尚氏王統 (Đệ nhị Thượng thị vương thống)  1469 – 1879), có nhiều khả năng là đã tồn tại trong lịch sử hòn đảo Okinawa. Vương triều gồm 19 đời và kéo dài trong 410 năm.
Căn cứ theo Trung Sơn thế phả (中山世譜, chūzan seifu):
- Đời 1　Shō En (1469-1476)
- Đời 2　Shō Sen'i (1477)
- Đời 3　Shō Shin (1477-1527)
- Đời 4　Shō Sei (1527-1555)
- Đời 5　Shō Gen (1556-1572)
- Đời 6　Shō Ei (1573-1588)
- Đời 7　Shō Nei (1589-1620)
- Đời 8　Shō Hō (1621-1640)
- Đời 9　Shō Ken (1641-1647)
- Đời 10　Shō Shitsu (1648-1668)
- Đời 11　Shō Tei (1669-1709)
- Đời 12　Shō Eki (1710-1712)
- Đời 13　Shō Kei (1713-1752)
- Đời 14　Shō Boku (1752-1794)
- Đời 15　Shō On (1795-1802)
- Đời 16　Shō Sei (1803)
- Đời 17　Shō Kō (1804-1834)
- Đời 18　Shō Iku (1835-1847)
- Đời 19　Shō Tai (1848-1872)